# Lijst van rijksmonumenten in Warga
De plaats Warga (Wergea) telt 17 inschrijvingen in het rijksmonumentenregister. Hieronder een overzicht. 
| Object | Oorspronkelijke functie?  | Bouwjaar                      | Architect              | Locatie             | Coördinaten?                 | Nr.?   | Afbeelding |
| --- | ------------------------- | ----------------------------- | ---------------------- | ------------------- | ---------------------------- | ------ | --- |
| Roorda State of 't Ald Slot | Kasteel, buitenplaats     | ca. 1780                      |                        | Ald Slotwei 1       | 53° 9' 7" NB, 5° 50' 24" OL  | 22926  | Roorda State of 't Ald Slot |
| Pand met onlijste ingang en gesneden consoles aan de kroonlijst onder hoog zadeldak met voorschild met versierde dakkapel en topschoorsteen                                                | Woonhuis                  | midden 19e eeuw               |                        | Grote Buren 30      | 53° 9' 2" NB, 5° 50' 40" OL  | 22927  | Pand met onlijste ingang en gesneden consoles aan de kroonlijst onder hoog zadeldak met voorschild met versierde dakkapel en topschoorsteen |
| Sint-Martinuskerk, klok | Vanwege onderdelen kerk   | 1694                          | P. Overney             | Kerkbuurt bij 22    | 53° 9' 7" NB, 5° 50' 55" OL  | 22928  | Upload foto |
| Weduwenhofje van Vrouck van Popma | Sociale zorg, liefdadigh. | 1664 (stichting) 1864 (herb.) |                        | Kleine Buren 19     | 53° 9' 2" NB, 5° 50' 39" OL  | 22929  | Meer afbeeldingen |
| Pand met hoog deel onder zadeldak tussen twee topgevels waarvan die aan de straat met waterlijsten, geblokte bogen boven de vensters van de verdieping, toppilaster op kopjes en sieranker | Werk-woonhuis             | 1633                          |                        | Gele Eker 2         | 53° 9' 2" NB, 5° 50' 41" OL  | 22930  | Upload foto |
| Eenvoudig pand met zesruitsvensters onder zadeldak met voorschild waarboven topschoorsteen                                                                                                 | Woonhuis                  |                               |                        | Nieuwe Weg 4        | 53° 9' 2" NB, 5° 50' 42" OL  | 22931  | Eenvoudig pand met zesruitsvensters onder zadeldak met voorschild waarboven topschoorsteen                                                  |
| Landelijk huis met omlijste ingang en zesruitsvensters onder omgaand schilddak met versierde dakkapel en vier hoekschoorstenen met borden                                                  | Woonhuis                  | ca. 1850                      |                        | Leeuwarderweg 61    | 53° 9' 8" NB, 5° 50' 29" OL  | 22932  | Landelijk huis met omlijste ingang en zesruitsvensters onder omgaand schilddak met versierde dakkapel en vier hoekschoorstenen met borden   |
| Jornahûs | Boerderij                 | 18e eeuw 1914 (herb.)         |                        | Wartensterdyk 5     | 53° 9' 22" NB, 5° 51' 42" OL | 22933  | Meer afbeeldingen |
| Hempenserpoldermolen | Industrie- en poldermolen | 1863                          |                        | Himpensermar 5      | 53° 10' 3" NB, 5° 50' 28" OL | 34603  | Meer afbeeldingen |
| Sint-Martinuskerk | Kerk en kerkonderdeel     | 1860-'62 1990 (rest.)         | H.J. Wennekers         | Kerkbuurt 22        | 53° 9' 7" NB, 5° 50' 55" OL  | 514864 | Meer afbeeldingen |
| Sint-Martinuskerk, pastorie | Kerkelijke dienstwoning   | 1860-'62                      | H.J. Wennekers         | Kerkbuurt 24        | 53° 9' 7" NB, 5° 50' 55" OL  | 514865 | Upload foto |
| Sint-Martinuskerk, kerkhof met crucifix, priestergraf, baarhuisje en hekwerk | Begraafplaats en -onderdl | 1865-'67                      |                        | Kerkbuurt bij 22    | 53° 9' 5" NB, 5° 50' 56" OL  | 514866 | Upload foto |
| Urinoir | Straatmeubilair           | ca. 1930                      |                        | t.o. Grote Buren 2  | 53° 9' 4" NB, 5° 50' 41" OL  | 514878 | Upload foto |
| Voorm. hervormde pastorie en baarhuisje | Kerkelijke dienstwoning   | 1878                          |                        | Grote Buren 1       | 53° 9' 5" NB, 5° 50' 42" OL  | 526809 | Upload foto |
| Woonhuis in Eclectische stijl | Woonhuis                  | 1888                          | A.K. Hoekstra          | Nieuwe Hoek 4       | 53° 9' 8" NB, 5° 50' 36" OL  | 514853 | Upload foto |
| Woonhuis in Eclectische stijl | Woonhuis                  | 1875-1880                     | Klaas Keimpes Hoekstra | Leeuwarderweg 4     | 53° 9' 8" NB, 5° 50' 36" OL  | 514854 | Upload foto |
| Timmerwerkplaats annex annex schaatsmakerij | Nijverheid                | laatste kwart 19e eeuw        | K.K. Hoekstra          | Leeuwarderweg bij 4 | 53° 9' 8" NB, 5° 50' 36" OL  | 514855 | Upload foto |